# Фасуладжян, Пайцар Еремовна
Пайцар Еремовна Фасуладжян (Фасулачян) (до замужества — Папазян; 1845, Константинополь — 18 июля 1920, Константинополь) — армянская актриса

. Жена театрального деятеля Товмаса Фасуладжяна.

## Биография
Дебютировала на сцене театра Васпуракана в 1861 году в Константинополе. Выступала в труппах под руководством А. Вардовяна, М. Мнакяна и своего мужа Товмаса Фасуладжяна.
К числу её ведущих ролей относятся
- Сандухт («Дева Сандухт» Т. Терзяна),
- Лукреция («Лукреция Борджиа» В. Гюго),
- Жаклин, Элиз (Мольер),
- Шушан, Ефемия («Пепо» Сундукяна).

С труппой Фасуладжяна гастролировала в Закавказье, России, Турции, Болгарии, Румынии и Кавказу.
В 1880-х годах — вместе с В. Фелекяном и Г. Абраамяном по Тифлису, Еревану, Баку и Астрахани, в 1890—1900 гг. с Т. Галемчяном выступала в Болгарии, в 1872—1877 годах играла в театре Вардовян.
Автор пьесы «Сводница». В основном выступала в мелодраме.